# جيمي دوبري
جيمي دوبري (بالإنجليزية: Jamie Dupree)‏ هو صحفي أمريكي، ولد في 1964 في واشنطن العاصمة في الولايات المتحدة.